# 布洛斯基門島
70°25′S 3°0′W / 70.417°S 3.000°W
布洛斯基門島，是南極洲的島嶼，位於毛德皇后地的瑪塔公主海岸，處於諾威島以北15公里，最高點海拔高度約300米，挪威製圖師根據探險隊繪入地圖，現時由南極條約體系管理。